# Задача про покриття множини
Задача про покриття множини є класичним питанням інформатики і теорії складності. Ця задача узагальнює NP-повну задачу про вершинне покриття (і тому є NP-складною). Попри те, що задача про вершинне покриття подібна до цієї, підхід, використаний у наближеному алгоритмі, тут не працює. Замість цього ми розглянемо жадібний алгоритм. Отриманий за ним розв'язок буде гіршим від оптимального в логарифмічне число разів. Із зростанням розміру задачі якість розв'язку погіршується, але все ж досить повільно, тому такий підхід можна вважати корисним.

## Формулювання задачі
Вхідними даними задачі про покриття множини є скінченна множина {\displaystyle {\mathcal {U}}} і сімейство {\displaystyle {\mathcal {S}}} її підмножин. Покриттям називають сімейство {\displaystyle {\mathcal {C}}\subseteq {\mathcal {S}}} найменшої потужності, об'єднанням яких є {\displaystyle {\mathcal {U}}}. В разі постановки питання про дозвіл на вхід подається пара {\displaystyle ({\mathcal {U}},{\mathcal {S}})} і ціле число {\displaystyle k}; питанням є існування покривної множини з потужністю {\displaystyle k} (або менше).

### Приклад
Прикладом задачі про покриття множини є така задача: уявімо собі, що для виконання якогось завдання потрібен певний набір навичок {\displaystyle S}. Також є група людей, кожен з яких володіє деякими з цих навичок. Необхідно сформувати найменшу підгрупу, достатню для виконання завдання, тобто таку, що включає носіїв усіх необхідних навичок.

## Методи розв'язування

### Жадібний наближений алгоритм
Жадібний алгоритм вибирає множини керуючись таким правилом: на кожному етапі вибирається множина, що покриває найбільше число ще не покритих елементів.
Greedy-Set-Cover(U,F), де {\displaystyle U} — задана множина всіх елементів, {\displaystyle F} — сімейство підмножин {\displaystyle U}
1. {\displaystyle X\leftarrow U}
2. {\displaystyle C\leftarrow \varnothing }
3. while {\displaystyle X\not =\varnothing } do
  1. вибираємо {\displaystyle S\in F} з найбільшим {\displaystyle \mid X\cap S\mid }
  2. {\displaystyle X\leftarrow X\setminus S}
  3. {\displaystyle C\leftarrow C\cup \{S\}}
4. return {\displaystyle C}

Можна показати, що цей алгоритм працює з точністю {\displaystyle O(H(s))}, де {\displaystyle s} — потужність найбільшої множини, а {\displaystyle H(n)} — сума перших {\displaystyle n} членів гармонійного ряду.
{\displaystyle H(n)=\sum _{k=1}^{n}{\frac {1}{k}}\leq \ln {n}+1}
Іншими словами, алгоритм знаходить покриття, розмір якого не більше ніж в{\displaystyle H(s)} разів перевищує розмір мінімального покриття.
Існує стандартний приклад, на якому жадібний алгоритм працює з точністю {\displaystyle \log _{2}(n)/2}.
Універсуум складається з {\displaystyle n=2^{(k+1)}-2} елементів. Набір множин складається з {\displaystyle k} попарно не перетинних множин {\displaystyle S_{1},\ldots ,S_{k}}, потужності яких {\displaystyle 2,4,8,\ldots ,2^{k}} відповідно. Також є дві неперетинних підмножини {\displaystyle T_{0},T_{1}}, кожна з яких містить половину елементів з кожного {\displaystyle S_{i}}. На такому наборі жадібний алгоритм вибирає множини {\displaystyle S_{k},\ldots ,S_{1}}, тоді як оптимальним розв'язком є вибір множин {\displaystyle T_{0}} і {\displaystyle T_{1}}. Приклад таких вхідних даних {\displaystyle k=3} можна побачити на малюнку праворуч.

### Генетичний алгоритм
Генетичний алгоритм являє собою евристичний метод випадкового пошуку, заснований на принципі імітації еволюції біологічної популяції.
У загальному випадку в процесі роботи алгоритму відбувається послідовна зміна популяцій, кожна з яких є сімейством покриттів, званих особинами популяції. Покриття початкової популяції будуються випадковим чином. Найпоширенішою є стаціонарна схема генетичного алгоритму, в якій чергова популяція відрізняється від попередньої лише однією або двома новими особинами. Під час побудови нової особини з поточної популяції з урахуванням ваг покриттів вибирається «батьківська» пара особин {\displaystyle J^{\prime },J''}, і на їх основі у процедурі кросинговеру (випадково або детерміновано) формується певний набір покривних множин {\displaystyle J_{x}}. Далі піддається мутації, після чого з нього будується особина, яка заміняє в новій популяції покриття з найбільшою вагою. Оновлення популяції виконується деяке (задане) число разів, і результатом роботи алгоритму є найкраще зі знайдених покриттів.

### Точний розв'язок
Часто задача про покриття множини формулюється як задача цілочисельного програмування:
Потрібно знайти {\displaystyle f^{*}(c,A)=\min\{(c,x)|Ax\geq e,x\in \{0,1\}^{n}\}}.
де {\displaystyle A} — {\displaystyle (m\times n)} матриця, причому {\displaystyle a_{ij}} = 1, якщо {\displaystyle i\in S_{j}} і {\displaystyle a_{ij}} = 0 в іншому випадку; {\displaystyle e} позначає {\displaystyle m} — вектор з одиниць; {\displaystyle c=(c_{1},c_{2},\dots ,c_{n})^{T}}; {\displaystyle x=(x_{1},x_{2},\dots ,x_{n})^{T}} — вектор, де {\displaystyle x_{j}=1}, якщо {\displaystyle S_{j}} входить у покриття, інакше {\displaystyle x_{j}=0}.
Точний розв'язок можна отримати за поліноміальний час, у випадку, коли матриця {\displaystyle A} цілком унімодулярна. Сюди можна віднести і задачу про вершинне покриття на двочастковому графі та дереві. Зокрема, коли кожен стовпець матриці {\displaystyle A} містить рівно дві одиниці, задачу можна розглядати як задачу реберного покриття графу, яка ефективно зводиться до пошуку максимального парування. На класах задач, де {\displaystyle n} або {\displaystyle m} обмежені константою, задача за поліноміальний час розв'язується методами повного перебору.

## Схожі задачі
- Задача про вершинне покриття
- Задача про призначення найменшого числа виконавців
- Задача про найменше коло